# Schizotricha philippima
Schizotricha philippima is een hydroïdpoliep uit de familie Halopterididae. De poliep komt uit het geslacht Schizotricha. Schizotricha philippima werd in 1924 voor het eerst wetenschappelijk beschreven door Hargitt. 